# Hampsonodes pygmaea
Hampsonodes pygmaea är en fjärilsart som beskrevs av George Francis Hampson 1914. Hampsonodes pygmaea ingår i släktet Hampsonodes och familjen nattflyn. Inga underarter finns listade i Catalogue of Life.